# 单叶离柱五加
单叶离柱五加（学名：Eleutherococcus eleutherostylys var. simplex）是五加科五加属离柱五加的变种。分布在中国大陆的陕西等地，生长于海拔2,500米的地区，目前尚未由人工引种栽培。